# Blacksmith Knoll
Der Blacksmith Knoll (englisch sinngemäß für Hufschmiedhügel) ist ein 151 m hoher Hügel auf Horseshoe Island vor der Fallières-Küste des Grahamlands auf der Antarktischen Halbinsel. Er ragt östlich der fünf Seen des Farrier Col auf.
Das UK Antarctic Place-Names Committee benannte ihn im März 2022 im Kontext zur Benennung von Horseshoe Island.